# Забара Натан Ілліч
Натан Ілліч Забара  нар. 27 грудня 1908, Рогачів, Волинська губернія, Російська імперія — пом. 19 лютого 1975, Київ, УРСР) — єврейський письменник, писав мовою їдиш.

## Біографія
Письменник Натан Забара народився 27 грудня 1908 року у волинському селі Рогачів у сім'ї гончара. У 1925 році він переїхав до Києва, закінчивши того року школу робітничої молоді у місті Новоград-Волинський. Там він вступив в Інститут єврейської культури, працюючи водночас на київських будівництвах. У 1931 році був призваний до Червоної Армії.
Натан Забара навчався у аспірантурі Інституту єврейської культури АН УРСР після демобілізації. З 1941 по 1947 рік служив у діючій армії, а вже пізніше — на території НДР, у Центральній групі військ. Був нагороджений орденом Червоної Зірки і численними медалями.
У 1951 році, як і деяких інших єврейських письменників, його було заарештовано за «націоналістичну пропаганду». Зважаючи на те, що Забара свого часу служив у радянській армії на території Німеччини, йому приписали ще й «підривну діяльність» та «контакти з іноземними розвідками». Попри абсурдність звинувачень, Особлива судова колегія при МДБ УРСР визнала письменника винним і засудила до 10 років заслання в Магаданські табори. Перебуваючи на засланні, Натан Забара влаштовував для єврейської молоді на Колимі пасхальні седери, залучав її до національних традицій і культури.
6 липня 1956 Комісія з перегляду прав безпідставно репресованих радянських громадян реабілітувала Натана Забару і дозволила йому повернутися до Києва. Вийшовши на волю, він став одним з перших нелегальних викладачів івриту у Києві.
19 лютого 1975 року він помер, тяжко хворіючи внаслідок перебування у сталінських таборах.

### Творчий шлях
У 1930 році він почав друкуватися — його повісті й оповідання з'являлися в газетах Києва, Москви, Мінська, Біробіджана, в журналах «Советіш літератур», «Штерн» та ін. Окремими книжками вийшли «Радіороман» про оволодіння новою військовою технікою (1932), роман «Ніловка» про зміни в житті євреїв СРСР (1934), «З країни в країну» (1938), «Тато» (1940), книга нарисів «Люди і часи» (1938).
У 1965 році з'явився на світ роман «Сьогодні народжується світ», який був навіяний його фронтовим життям в роки Другої світової війни та службою кореспондентом радянської преси в післявоєнній Східній Німеччині і ще декілька повістей.
Роман-хроніка «Звичайна мама», про першого радянського коменданта Зимового палацу і червоного комісара Києва Григорія Чудновського, вийшов у 1967 році.

## Твори
- «Радіороман», 1932
- «Ніловка», 1934
- «З країни в країну», 1938
- «Люди і час», 1938
- «Тато», 1940
- «Сьогодні народжується світ», 1965
- «Звичайна мама», 1967
- «Колесо крутиться»